# Streifenwaldsänger

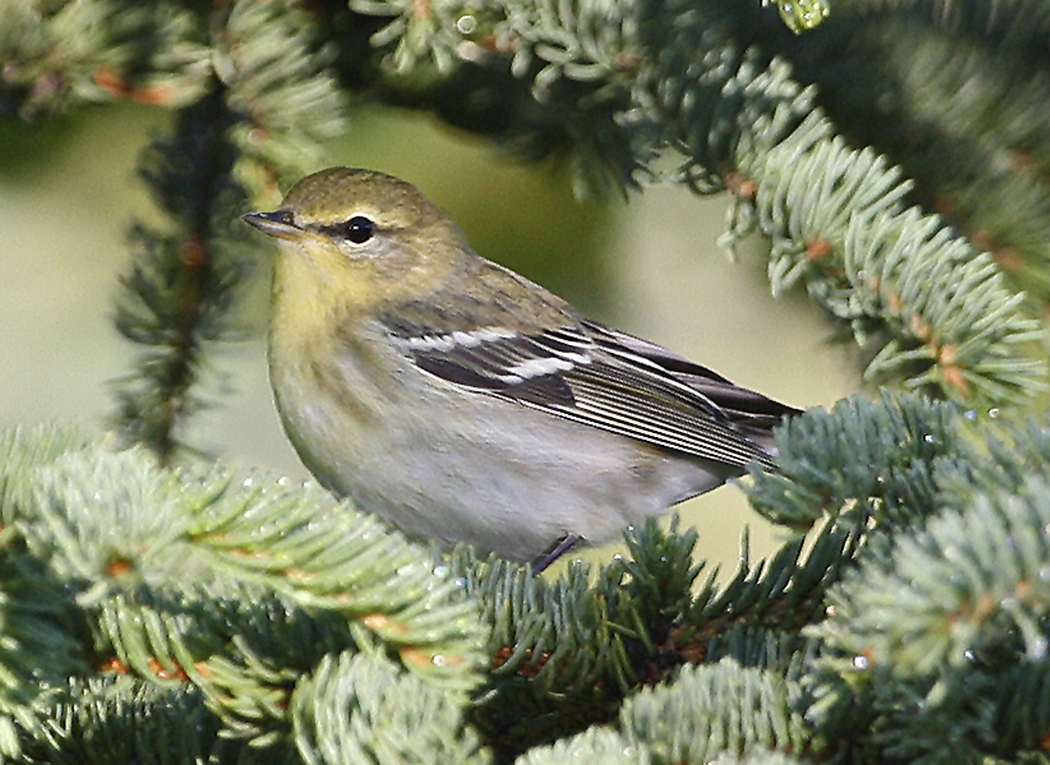
Streifenwaldsänger, Junges Weibchen oder Männchen im Herbst – Erstes Jahreskleid

Der Streifenwaldsänger (Setophaga striata, Syn.: Dendroica striata), auch Kappenwaldsänger genannt (selten auch Mönchs- oder Schwarzkappen-Waldsänger), ist eine kleine monotypische Singvogelart aus der Gattung der Baumwaldsänger (Setophaga) in der Familie der Waldsänger (Parulidae). Er kommt ausschließlich in Nordamerika vor. Die IUCN stuft ihn als ungefährdet (least concern) ein.

## Erscheinungsbild
Der Vogel erreicht eine Körpergröße von 13 bis 15 Zentimetern. Die Flügelspannweite beträgt 20 bis 23 Zentimeter. Das Gewicht variiert zwischen 10 und 16 Gramm.
Im Brutkleid tragen männliche Streifenwaldsänger eine schwarze Kappe, eine schwarzgestreifte weiße Brust, ein weißes Kopfgefieder und ein braunes mit dunklen Streifen versetztes Oberseitengefieder. Auf den Flügeldecken befinden sich jeweils zwei weiße Flügelstäbe. Weibliche Streifenwaldsänger haben ein ähnliches, aber stumpferes Federkleid und Krone und Gesicht sind gräulich. Außerhalb der Brutzeit ist das Oberseitengefieder grünlich und mit dunklen Streifen versetzt, der Kopf grünlich und der Brustbereich gelblich. Die Stäbe auf den Flügeldecken fehlen.

## Verbreitungsgebiet
Das Brutgebiet befindet sich im Norden  Nordamerikas. Zum Brutareal gehören Alaska, Nordkanada, die Großen Seen (Great Lakes) und Neu-England. Den Winter verbringen sie in Südamerika. Einige Vögel erreichen während des Zuges sogar den Süden Chiles und Argentiniens. Als sehr seltener Gast wird der Streifenwaldsänger auch in Westeuropa nachgewiesen.

## Lebensweise
Der Streifenwaldsänger pickt in den oberen Zweigen von Bäumen und Sträuchern Insekten und andere Wirbellose von den Blättern. In geringerem Umfang gehören auch Früchte zu seinem Nahrungsspektrum. Männchen zeigen mit lautem Gesang ihr Revier an und versuchen auf diese Weise Weibchen anzulocken. In der Regel gehen sie eine monogame Saisonehe ein. Männchen mit sehr guten Revieren verpaaren sich jedoch auch mit mehreren Weibchen.
Das Nest wird auf dem Boden aus kleinen Zweigen gebaut. Die eigentliche Nistmulde wird mit Flechten, Gras und Federn ausgelegt. Das Gelege besteht aus drei bis fünf Eiern. Diese sind cremefarben oder blass grünlich mit braunen Flecken. Die Brutzeit beträgt elf bis zwölf Tage. Es brütet allein das Weibchen. Das Männchen versorgt das Weibchen während dieser Zeit mit Nahrung. Die Nestlinge werden von beiden Elternvögeln gefüttert und sind nach acht bis zehn Tagen flügge. Sie werden von den Elternvögeln weitere 25 Tage gefüttert. Erst dann sind sie selbständig. 

## Belege

### Einzelbelege
1. ↑  Sale, S. 316.
2. ↑  Sale, S. 315.
3. ↑  Sale, S. 315.
4. ↑  Sale, S. 316.